# История Шикотана
С конца I тыс. до н. э. по II тыс. н. э. на Шикотане, равно как и на других островах Большой и Малой Курильских гряд, а также Хоккайдо, господствовала охотская культура, которая зародилась на Сахалине. Для этнографических и археологических экспедиций на Шикотан особый интерес представляет раковинная куча охотской культуры близ бухты Дельфин.
Доисторическая эпоха описывается археологией как слияние культур — неолитической у наиболее древних насельников и более поздней, занесённой переселенцами с материка. В историческую эпоху складывается айнский этнос, культура которого господствовала на острове вплоть до середины XIX века.

## В спорном статусе
В 1725 году на острове имел место вооружённый конфликт местного айнского населения с пришлыми японцами.
Для россиян остров был открыт Второй Камчатской экспедицией в 1733—1743 годах и назван островом Фигурным из-за крайне изрезанной береговой линии. В 1739 году Курильскую гряду изучали российские мореплаватели Шпанберг и Вальтон.
Остров описан 21-м по счёту под названием Чикота или Шигодан у Г.И. Шелихова в его «Путешествии г. Шелехова с 1783 по 1790 год из Охотска по Восточному Океану к Американским берегам...»:

Чикота или Шигодан, дватцать перьвый Курильский остров, отстоит от вышеписанного на 70 верст; в длину имеет 120, а в ширину 40 верст. На нем, так как и на прочих, есть горы и Сопки, речки и озера, лес ростет такой же, как на предъидущем. По речкам и озерам живут мохнатые Курильцы, промышляющие в море и озерах рыбу. Звери водятся Лисицы и Соболи.

При этом, у разных исследователей 20-й и 21-й ординалы могли по-разному распределяться между Шикотаном и Кунаширом (например, у Шелихова не так, как у Чёрного и Головнина). Вот почему во времена российских «описей» конца XVIII — начала XIX века остров также имел другое номерное обозначение в составе Курильской гряды — Двадцатый.
В 1796 году, по прошествии полувека после плавания Шпанберга, исследовательские заслуги последнего оценил  британский мореплаватель Броутон, присвоивший острову имя русского первооткрывателя.
Наконец, наряду с названием остров Шпанберга, широко применялось и старинное название остров Шикотан. Русские мореплаватели Головнин и Рикорд называли его остров Чикотан.

## В составе Японии
7 февраля 1855 года в условиях Крымской войны Россия пошла на подписание японско-российского трактата о торговле и границах («Симодский трактат»). Согласно условиям трактата Россия признавала суверенитет Японии над островом, как и над рядом других южнокурильских островов — в обмен на признание Японией равных прав обеих империй на Сахалине. С 1855 года остров относился к японскому княжеству Мацумаэ, на территории которого в 1869 году было образовано губернаторство Хоккайдо под управлением Комиссии по колонизации Хоккайдо.
В соответствии с административно-территориальным делением Японии после реставрации Мэйдзи остров вкупе с остальными островами Малой Курильской гряды и частью полуострова Немуро на острове Хоккайдо вошёл в уезд (гун) Ханасаки в составе провинции Немуро губернаторства Хоккайдо.
В 1884 году айны со средних и северных Курил (уступленных Японии в 1875 году по Петербургскому договору) были свезены японскими властями на Шикотан как новое место их компактного проживания. Правительство Мэйдзи не хотело, чтобы обрусевшие айны жили в непосредственной близости от новой северной границы империи. Японская империя приступила к активной колонизации острова, и многие айны подверглись японизации. Японцы запретили им выходить в море без разрешения и вообще вести традиционный образ жизни. В условиях неестественной скученности, численность перемещённых северокурильских айнов резко сократилась.
В 1885 году остров был выделен из уезда Ханасаки в отдельный уезд Сикотан и передан в состав провинции Тисима (последняя существовала после 1882 года как административно-территориальная единица субпрефектурного уровня в составе префектуры Нэмуро, после упразднения последней в 1886 году — в составе префектуры Хоккайдо).
В 1897 году остров в качестве уезда Сикотан изъят из провинции Тисима и вошёл в состав свежеучреждённого округа Нэмуро.
В августе 1945 года гражданское население уезда Сикотан составляло 1038 человек. Дальневосточное японское китобойное общество острова контролировало до 20 % мирового промысла китов.
Шикотан был занят советскими войсками в ходе Курильской десантной операции в конце Второй мировой войны. 1 сентября 1945 года минный заградитель «Гижига» и два тральщика доставили стрелковый батальон (830 человек, два орудия). Высадка производилась в бухте Малокурильской (яп. Сякотан).
Японский гарнизон — 4-я пехотная бригада и полевой артиллерийский дивизион, численностью 4800 солдат и офицеров под командованием генерал-майора Садасити Дои (в некоторых источниках Дзио Дой) капитулировал. Официально советская юрисдикция над Шикотаном была установлена 2 февраля 1946 года.

## В составе России
2 февраля 1946 года в соответствии с указом Президиума Верховного Совета СССР Шикотан в числе других Курильских островов вместе с Южным Сахалином был включён в состав новообразованной Южно-Сахалинской области в составе Хабаровского края РСФСР, которая 2 января 1947 года вошла в состав новообразованной Сахалинской области в составе РСФСР.
В 1956 году была подписана Советско-японская декларация, которая фиксировала согласие СССР передать Японии острова Хабомаи и Шикотан после подписания мирного договора. Советские власти начали подготовку к передаче этих территорий и акваторий: население с Малой Курильской гряды спешно эвакуировали, были упразднены сельсоветы на Шикотане (восстановлены только после 1960 года) и на Зелёном (остров так и остался безлюдным).
Остров Шикотан в течение четырех лет с 1955 года пустовал. В посёлке Малокурильском оставалось всего 4 семьи. Но в 1959 году в Южно-Курильском промысловом районе был начат экспериментальный лов сайры на электрический свет, в результате чего была выявлена возможность её широкого промысла. Возрождению острова невольно способствовало подписание между США и Японией военно-стратегического договора о взаимодействии и безопасности, что было воспринято советским руководством как нарушение всех предварительных договоренностей о добрососедстве между СССР и Японией.
В 1960 году в посёлке Малокурильский на северной оконечности острова был основан рыбокомбинат «Островной». После его объединения в 1977 году с Крабозаводским комбинатом, который располагался в посёлке Крабозаводск на северо-западном побережье, на Шикотане образовалось самое большое в СССР рыбоперерабатывающее предприятие.
В 1990-е рыбокомбинат «Островной» оставался основным работодателем на острове, продолжая выполнять социальные функции — коммунальные, дорожные, транспортные, энергоснабжения и т. п. Ввиду сложного экономического положения страны в это десятилетие сокращались рабочие места, подолгу не выплачивалась зарплата — несмотря на близость к самым продуктивным районам Тихого океана.
В 1994 году остров пострадал от Шикотанского землетрясения. Погибло 3 человека. Из шести рыбозаводов на Шикотане удалось восстановить только два. В Крабозаводске из разрушенной ёмкости в бухту вылилось около 1000 тонн нефтепродуктов, усугубив социальную катастрофу экологической.
Землетрясение почти полностью разрушило объекты рыбокомбината «Островной», усугубив его и без того тяжёлое положение. «Островной» пытался удержаться на плаву, ему удалось запустить два из своих полуразрушенных заводов (№ 24 и 97), закупить оборудование. В середине 1990-х годов он работал с переменным успехом, но не смог погасить огромные долги. В 1998 году встал вопрос о банкротстве «Островного». В разрешение кризиса вмешался департамент по рыболовству и Курильским островам администрации области. Была разработана примерная схема реструктуризации комбината с изменением формы собственности. В 1999 году из него выделили две части. На базе рыбоконсервного завода № 24 (пос. Малокурильский) было создано ЗАО «Рыбокомбинат „Островной"» с московскими учредителями. Консервный завод № 97 (пос. Крабозаводск) приобрело ЗАО «Гидрострой», построившее современный цех по производству мороженой продукции. В 2000 году из состава «Гидростроя» было выделено ЗАО «Крабозаводск».
С 2004 года посёлки Малокурильский и Крабозаводск получили статус сёл и были переименованы в Малокурильское и Крабозаводское соответственно.
В 2017 году в селе Малокурильском учреждена ТОР «Курилы».
В 2019 году в связи с началом очередного биоклиматического цикла — обильным заходом к берегам острова косяков иваси и сайры — в Крабозаводском построен новый рыбоперерабатывающий комплекс (3 новых завода) мощностью до 1000 тонн рыбы в сутки.
3 сентября 2022 года Россия отменила упрощённый режим посещения островов Кунашир, Итуруп и Малой Курильской гряды для граждан Японии.